# Harri Heliövaara
Harri Heliövaara (* 4. Juni 1989 in Helsinki) ist ein finnischer Tennisspieler.

## Karriere
Heliövaara begann im Alter von sechs Jahren Tennis zu spielen. In seiner Juniorenkarriere gewann er 2007 an der Seite von Graeme Dyce die Doppelkonkurrenz der Australian Open. Seine beste Platzierung in der Juniorenweltrangliste war Rang 16 im Januar 2007. Im Laufe seiner Profikarriere konnte Heliövaara einen Doppeltitel auf der Challenger Tour gewinnen. Gemeinsam mit Denys Moltschanow siegte er in Taschkent gegen John Paul Fruttero und Raven Klaasen in zwei knappen Sätzen. Bei Grand-Slam-Turnieren gelang ihm zunächst weder im Einzel noch im Doppel die Qualifikation. Selbiges galt für das Einzel auf der World Tour, während er im Doppel in der Saison 2012 sein Debüt beim Turnier in Båstad feierte.
Heliövaara unterbrach 2013 seine Profikarriere, um Wirtschaftsingenieurwesen zu studieren. 2017 stieg er wieder ins Turniergeschehen ein und gewann 2018 in Båstad im Doppel nach 2011 seinen zweiten Challenger-Titel.
Am 25. Januar 2021 glückte ihm erstmals der Sprung unter die Top 100 der Doppelweltrangliste. Heliövaara konnte sein Doppelranking daraufhin kontinuierlich weiter verbessern und schaffte 2022 (u. a. mit Viertelfinaleinzügen bei den French Open und den US Open) den Sprung in die Doppel-Weltspitze, bis knapp an die Top Ten der Welt. Er gewann vier Doppeltitel auf der ATP Tour.
Er spielt seit 2008 für die finnische Davis-Cup-Mannschaft und hat dort bislang eine Bilanz von 18:19.

## Erfolge
| Legende (Anzahl der Siege)                       |
| Grand Slam (3)                                   |
| ATP World Tour Finals Next Generation ATP Finals |
| ATP World Tour Masters 1000                      |
| ATP World Tour 500 (1)                           |
| ATP World Tour 250 (6)                           |
| ATP Challenger Tour (16)                         |

| Titel nach Belag |
| Hartplatz (6)    |
| Sand (3)         |
| Rasen (1)        |

### Doppel

#### Turniersiege

##### ATP World Tour
| Nr. | Datum            | Turnier         | Belag         | Partner          | Finalgegner                     | Ergebnis          |
| --- | ---------------- | --------------- | ------------- | ---------------- | ------------------------------- | ----------------- |
| 1.  | 14. März 2021    | Marseille       | Hartplatz (i) | Lloyd Glasspool  | Sander Arends David Pel         | 7:5, 7:64         |
| 2.  | 24. Oktober 2021 | Moskau          | Hartplatz (i) | Matwé Middelkoop | Tomislav Brkić Nikola Čačić     | 7:5, 4:6, [11:9]  |
| 3.  | 24. Juli 2022    | Hamburg         | Sand          | Lloyd Glasspool  | Rohan Bopanna Matwé Middelkoop  | 6:2, 6:4          |
| 4.  | 8. Januar 2023   | Adelaide        | Hartplatz     | Lloyd Glasspool  | Jamie Murray Michael Venus      | 6:3, 7:63         |
| 5.  | 6. April 2024    | Marrakesch      | Sand          | Henry Patten     | Alexander Erler Lucas Miedler   | 3:6, 6:4, [10:4]  |
| 6.  | 25. Mai 2024     | Lyon            | Sand          | Henry Patten     | Yuki Bhambri Albano Olivetti    | 3:6, 7:64, [10:8] |
| 7.  | 13. Juli 2024    | Wimbledon       | Rasen         | Henry Patten     | Max Purcell Jordan Thompson     | 6:77, 7:68, 7:69  |
| 8.  | 20. Oktober 2024 | Stockholm       | Hartplatz (i) | Henry Patten     | Petr Nouza Patrik Rikl          | 7:5, 6:3          |
| 9.  | 25. Januar 2025  | Australian Open | Hartplatz     | Henry Patten     | Simone Bolelli Andrea Vavassori | 6:716, 7:65, 6:3  |

##### ATP Challenger Tour
| Nr. | Datum              | Turnier         | Belag         | Partner                | Finalgegner                               | Ergebnis            |
| --- | ------------------ | --------------- | ------------- | ---------------------- | ----------------------------------------- | ------------------- |
| 1.  | 24. September 2011 | Taschkent       | Hartplatz     | Denys Moltschanow      | John Paul Fruttero Raven Klaasen          | 7:65, 7:63          |
| 2.  | 14. Juli 2018      | Båstad          | Sand          | Henri Laaksonen        | Zdeněk Kolář Gonçalo Oliveira             | 6:4, 6:3            |
| 3.  | 5. November 2018   | Charlottesville | Hartplatz (i) | Henri Laaksonen        | Toshihide Matsui Frederik Nielsen         | 6:3, 6:4            |
| 4.  | 21. Juli 2019      | Amersfoort      | Sand          | Emil Ruusuvuori        | Jesper de Jong Ryan Nijboer               | 6:3, 6:4            |
| 5.  | 5. Oktober 2019    | Nur-Sultan III  | Hartplatz (i) | Illja Martschenko      | Karol Drzewiecki Szymon Walków            | 6:4, 6:4            |
| 6.  | 3. November 2019   | Playford City   | Hartplatz     | Patrik Niklas-Salminen | Ruben Gonzales Evan King                  | 6:4, 6:74, [10:7]   |
| 7.  | 2. Februar 2020    | Burnie          | Hartplatz     | Sem Verbeek            | Luca Margaroli Andrea Vavassori           | 7:65, 7:64          |
| 8.  | 3. Oktober 2020    | Biella          | Sand          | Szymon Walków          | Lloyd Glasspool Alex Lawson               | 7:5, 6:3            |
| 9.  | 14. November 2020  | Bratislava      | Hartplatz (i) | Emil Ruusuvuori        | Lukáš Klein Alex Molčan                   | 6:4, 6:3            |
| 10. | 27. Februar 2021   | Las Palmas      | Sand          | Lloyd Glasspool        | Kimmer Coppejans Sergio Martos Gornés     | 7:5, 6:1            |
| 11. | 9. Oktober 2021    | Barcelona       | Sand          | Roman Jebavý           | Nuno Borges Francisco Cabral              | 6:4, 6:3            |
| 12. | 13. November 2021  | Roanne          | Hartplatz (i) | Lloyd Glasspool        | Romain Arneodo Albano Olivetti            | 7:65, 6:75, [12:10] |
| 13. | 27. November 2021  | Bari            | Hartplatz     | Lloyd Glasspool        | Andrea Vavassori David Vega Hernández     | 6:3, 6:0            |
| 14. | 20. Mai 2023       | Bordeaux        | Sand          | Lloyd Glasspool        | Sadio Doumbia Fabien Reboul               | 6:4, 6:2            |
| 15. | 13. April 2024     | Madrid          | Sand          | Henry Patten           | Guido Andreozzi Miguel Ángel Reyes Varela | 7:5, 7:61           |
| 16. | 19. Mai 2024       | Turin           | Sand          | Henry Patten           | Andreas Mies Neal Skupski                 | 6:3, 6:3            |

#### Finalteilnahmen
| Nr. | Datum              | Turnier     | Belag         | Partner         | Finalgegner                         | Ergebnis           |
| --- | ------------------ | ----------- | ------------- | --------------- | ----------------------------------- | ------------------ |
| 1.  | 6. Februar 2022    | Montpellier | Hartplatz (i) | Lloyd Glasspool | Pierre-Hugues Herbert Nicolas Mahut | 6:4, 6:73, [10:12] |
| 2.  | 13. Februar 2022   | Dallas      | Hartplatz (i) | Lloyd Glasspool | Marcelo Arévalo Jean-Julien Rojer   | 6:74, 4:6          |
| 3.  | 19. Juni 2022      | London      | Rasen         | Lloyd Glasspool | Nikola Mektić Mate Pavić            | 6:3, 6:73, [6:10]  |
| 4.  | 30. Juli 2022      | Umag        | Sand          | Lloyd Glasspool | Simone Bolelli Fabio Fognini        | 7:5, 6:76, [7:10]  |
| 5.  | 25. September 2022 | Metz        | Hartplatz (i) | Lloyd Glasspool | Hugo Nys Jan Zieliński              | 6:75, 4:6          |
| 6.  | 23. Oktober 2022   | Stockholm   | Hartplatz (i) | Lloyd Glasspool | Marcelo Arévalo Jean-Julien Rojer   | 3:6, 3:6           |
| 7.  | 4. März 2023       | Dubai (1)   | Hartplatz     | Lloyd Glasspool | Maxime Cressy Fabrice Martin        | 6:72, 4:6          |
| 8.  | 21. April 2024     | Bukarest    | Sand          | Henry Patten    | Sadio Doumbia Fabien Reboul         | 3:6, 5:7           |
| 9.  | 2. Oktober 2024    | Peking      | Hartplatz     | Henry Patten    | Simone Bolelli Andrea Vavassori     | 6:4, 3:6, [5:10]   |
| 10. | 1. März 2025       | Dubai (2)   | Hartplatz     | Henry Patten    | Yuki Bhambri Alexei Popyrin         | 6:3, 6:712, [8:10] |

### Mixed
| Nr. | Datum             | Turnier | Belag     | Partnerin     | Finalgegner                    | Ergebnis |
| --- | ----------------- | ------- | --------- | ------------- | ------------------------------ | -------- |
| 1.  | 9. September 2023 | US Open | Hartplatz | Anna Danilina | Jessica Pegula Austin Krajicek | 6:3, 6:4 |

## Abschneiden bei Grand-Slam-Turnieren

### Doppel
| Turnier         | 2021 | 2022 | 2023 | 2024 | 2025 | Karriere |
| --------------- | ---- | ---- | ---- | ---- | ---- | -------- |
| Australian Open | —    | 2    | 2    | 2    | S    | S        |
| French Open     | —    | VF   | AF   | AF   | VF   | VF       |
| Wimbledon       | AF   | AF   | —    | S    | VF   | S        |
| US Open         | 1    | VF   | 2    | AF   |      | VF       |

Zeichenerklärung: S = Turniersieg; F, HF, VF, AF = Einzug ins Finale / Halbfinale / Viertelfinale / Achtelfinale; 1, 2, 3 = Ausscheiden in der 1. / 2. / 3. Hauptrunde; Q1, Q2, Q3 = Ausscheiden in der 1. / 2. / 3. Qualifikationsrunde; nicht ausgetragen